# Seznam dílů seriálu Četnické humoresky
Toto je seznam dílů seriálu Četnické humoresky.

## Přehled řad
| Řada | Díly | Premiéra       | Premiéra           |
| Řada | Díly | První díl      | Poslední díl       |
| ---- | ---- | -------------- | ------------------ |
| 1    | 13   | 4. ledna 2001  | 29. března 2001    |
| 2    | 13   | 3. dubna 2003  | 26. června 2003    |
| 3    | 13   | 31. srpna 2007 | 23. listopadu 2007 |

## Seznam dílů

### První řada (2001)
| Č. v seriálu | Č. v řadě | Název                   | Režie            | Scénář                                                | Datum premiéry  |
| --- | --------- | ----------------------- | ---------------- | ----------------------------------------------------- | --------------- |
| 1 | 1         | Slepice versus Slepička | Antonín Moskalyk | námět: Michal Dlouhý scénář: Pavlína Moskalyková Solo | 4. ledna 2001   |
| Na četnickou pátrací stanici v Brně nastupuje nový strážmistr Bedřich Jarý (Ivan Trojan). Z jeho příchodu není příliš nadšen štábní strážmistr Karel Arazím (Tomáš Töpfer), který jej dostal jako spolubydlícího. Četníci pátrají po zloději, který po nocích krade ze statků slepice. A navíc pan poslanec Slepička, kterému řádí v revíru pytlák, si stěžuje na postup četnictva až v parlamentu.Karel Arazím řeší i své problémy s ženami - slečna kadeřnice by si jej ráda vzala, ale Karel o tom nechce ani slyšet a navíc se mu zalíbí květinářka Ludmila. I díky tomu dojde v průběhu času ke smíření Karla s Bedřichem. Dějová linka krádeže slepic volně inspirována sérií krádeží drůbeže z roku 1926 kolem obce Hať (okres Hlučín) a Píšť. Modus operandi krádeže pomocí očouzených teplých větví byl identický. Na rozdíl od seriálu zloděj Kroutil nebyl majitelem hostince a nedlužil milenci své ženy. Případ byl ve skutečnosti poněkud komplikovanější. Četníci Kroutila delší dobu podezírali a několikrát se pokusili i dopadnout, nicméně bez výsledku. Zde i ve shodě se seriálem dojde při jednom z pokusů o dopadení skutečně k omráčení četníka Kříčka. Kroutil si (částečně podpořen i lokálním veřejným míněním) na počínání četnictva stěžoval, čímž i efektivně pozdržel vyšetřování, neboť při půlročním procesu s četníky ze stanice Hatě, který se dostal postupně od Vojenského auditora k okresnímu veliteli v Opavě až k zemskému velení pro Slezsko byly možnosti četníků Kříčka a Machovského na zdárné vyšetřování omezené. Případ byl uzavřen na jaře 1927 kdy byl zloděj Kroutil dopaden i s lupem. Dějová linka pytlačení v revíru poslance Slepičky volně inspirována případem pytlačení z roku 1928 v obvodu Skuteč (okres Chrudim), kdy poškozeným byl skutečně poslanec za agrární stranu. Četníci ze Skutče při hlídání revíru pravidelně přecházeli přes obec Štěpánov, kde se pokaždé stavovali před hlídkou u místního starosty. Jednoho dne, kdy se u starosty obce Štěpánov nezastavili a tento tedy nemohl vědět, že tento den četníci v revíru hlídkují vyrazil pytlačit. Při tomto konání na četníky natrefil. Shodou okolností tak, že na usnuvšího četníka Květenského ve tmě doslovně šlápnul. Po kratším výslechu se přiznal k pytláctví, které provozuje několik let. Oproti seriálovému poslanci Slepičkovi nezcizoval tento elektrický proud, nedošlo na interpelaci ministra vnitra, ani na inspekci ministra přímo na místě. Vynechána byla v seriálu i situace, kdy poslanec po zjištění, že pytlákem je spolustraník se snažil přemlouvat vrchního velitele, že není politicky žádoucí, aby se věc dostala k soudu. |           |                         |                  |                                                       |                 |
| 2 | 2         | Volavka                 | Antonín Moskalyk | námět: Michal Dlouhý scénář: Pavlína Moskalyková Solo | 11. ledna 2001  |
| Po cestě z odpolední směny v lese někdo přepadl a znásilnil jednu z dělnic. Došlo také k loupežnému přepadení květinářství slečny Ludmily. Vyšetřování znásilnění jde velmi pomalu, ženy se stydí o tom před kýmkoliv mluvit, natož před muži. Přesto se podaří najít několik dalších obětí, ale pátrání nepostupuje. Jediná nadějná stopa končí sebevraždou poškozené. Nakonec se četníci rozhodnou použít volavku - Bedřich se převleče za ženu a dopadne násilníka. Pachatele loupežného přepadení zatknou na jiné stanici, ale při převozu jim uprchne a pouze rychlá akce v květinářství jej umožní opět dopadnout. Dějová linka znásilnění mladých dělnic volně inspirována sérií znásilnění dělnic z továrny na zpracování lnu v obci Chuchelná (okres Opava) z roku 1919. K odhalení násilníka, studenta Antonína Duška z obce Bolatice skutečně došlo přestrojením mladého četníka Petra Jarošíka za ženu, kterou/kterého se skutečně pokusil Antonín Dušek znásilnit. |           |                         |                  |                                                       |                 |
| 3 | 3         | Medovina                | Antonín Moskalyk | námět: Michal Dlouhý scénář: Antonín Moskalyk         | 18. ledna 2001  |
| Psovod Toníček by si rád vzal kuchařku Andělku. Její matka vztahu nepřeje, ale nakonec jim požehná. Četníci chystají oslavu zásnub. Musí ovšem dopadnout žháře, který zapálil již tři stodoly. Při jednom z požárů se ztratily i nějaké drobné šperky. Přes zastavárníka se podaří dostat na stopu zloděje, ale ten není zároveň žhářem. Nakonec je žhář odhalen. Během vyšetřování stále chodí otravovat bába Menšíková, které někdo ukradl úly se včelami. Bába se nakonec rozhodne zloděje vypátrat pomocí kouzel. A zápletka se včelami se nečekaně spojí dohromady se zásnubami. Dějová linka krádeže úlů byla volně inspirována případem z roku 1927 z obce Repenoje (Repynne) v okrese Chust. Podobný je zejména motiv lidového pokusu o nalezení pachatele pomocí kouzel, ke kterému se uchýlila poškozená Hafie Bondarčuková a dalších devět postarších vdov. Ta byla okradena o úly dokonce dvakrát. K dopadení pachatelů došlo za méně dramatických okolností poněkud náhodou, když byla po pravidelné obchůzce četníkům Šindelářovi a Čolákovi v hospodě Árona Liebermana nabídnuta domácí medovina. Oba četníci se dotazovali na způsob výroby a dodavatele medu. Lieberman uvedl, že med mu dodávají Vasil Havrilo a Demeter Hric, což byly osoby s kriminální minulostí. Po provedení prohlídky u obou zmiňovaných se našly dva prázdné úly a tři plné. Havrilo se i Hric se ke krádeži doznali. Bondarčuková se na rozdíl od seriálové Menšíkové na dopadení nijak nepodílela, pachatel nebyl jeden, nebyla s ním v dlouhodobém antagonistickém vztahu, pachatelé medovinu nevyráběli, jen med prodávali. Z kradeného medu skutečně medovina vyráběna byla ženou hospodského Sárou; z dostupných zdrojů nevyplývá, že by byla nekvalitní a docházelo k zažívacím potížím ostatním. |           |                         |                  |                                                       |                 |
| 4 | 4         | Beáta                   | Antonín Moskalyk | Drahoslav Makovička                                   | 25. ledna 2001  |
| V klášteře zabije padající zvon sestru Beátu, která dostala povolení k opuštění řádu. Četníkům se nezdá, že by šlo o nešťastnou náhodu. Na její smrti mohl mít zájem její bratr, kterému hrozilo vydědění za nezřízený život. Ale ten má zřejmě alibi. V podezření je i její antisemitský otec. V tomto díle není nic o vztazích členů pátračky, pouze zde vystupuje jejich budoucí kolega Karabela. |           |                         |                  |                                                       |                 |
| 5 | 5         | Krkatá bába             | Antonín Moskalyk | Drahoslav Makovička                                   | 1. února 2001   |
| Karel Arazím slaví narozeniny a vrchní Šiktanc jej během příprav oslavy pošle prošetřit anonym ohledně andělíčkářství. Dotyčná se živí jako porodní bába a andělíčkářství se k ní příliš nehodí. Arazím má ale stále pochybnosti. Zároveň pátrají četníci po zmizelém amatérském jeskyňáři. V jeskyni najdou jeho tělo, ale kdo je vrahem? Na stopu je přivádí malá Klárka, která chodí do jeskyně pozorovat skřítky. Přítelkyně slečny Ludmily, paní Katka se nabízí jako volavka na případ podezřelé báby, ale Arazím je proti. Katka bez jeho vědomí za bábou jede a náhle porodí. Po porodu ale přijde na to, že přece jenom není porodní bába úplně bez viny a volá o pomoc. |           |                         |                  |                                                       |                 |
| 6 | 6         | Směšný vrah             | Antonín Moskalyk | Drahoslav Makovička                                   | 8. února 2001   |
| Na železniční trati je nalezeno tělo mrtvé ženy. Její manžel má alibi, zato nevlastní dcera má ze smrti radost. Při pátrání pomáhá místní četník Zahálka. Do případu se přimotává místní blázen, ale ač nemá čisté svědomí ani úmysly, vrahem není. Při odhalování kontaktů zemřelé vychází najevo zajímavé věci ohledně jejích vztahů. |           |                         |                  |                                                       |                 |
| 7 | 7         | Grunt                   | Antonín Moskalyk | námět: Michal Dlouhý scénář: Antonín Moskalyk         | 15. února 2001  |
| V Babicích je zastřelen hajný. Četníci pátrají, kdo by ho mohl mít na svědomí, ale lidé se bojí mluvit, všichni mají alibi, nikdo nemá nelegální zbraň. Ani starosta nechce nic říkat. Místní blázen pošle četníkům vzkaz, že je vrahem mladý Pavelka. Četníci se dozvědí, že před dvaceti lety byl jeden člověk zabit přímo na návsi a vrah nebyl nikdy dopaden – a proto se lidé bojí mluvit. Pavelka nese nelibě, že se o něj četníci zajímají a jede si stěžovat vrchnímu Šiktancovi do Brna. Arazím je přesvědčen, že hajného zabil Pavelka, zvláště poté, co je pes Argo zavede do lesa, kde je ke stromu přivázán místní blázen Joska a odtud zpět k Pavelkovu statku. Když Arazím odhadne, kdo před lety zabíjel, tento vrah se přizná a nabourá Pavelkovo alibi. Po nikam nevedoucím výslechu započne domovní prohlídka, včetně vynášení nábytku a rozebírání střechy. A pachatel konečně kapituluje, přiznává se a je nalezena vražedná zbraň. |           |                         |                  |                                                       |                 |
| 8 | 8         | Ferda Mravenec          | Antonín Moskalyk | námět: Michal Dlouhý scénář: Miloš Fedaš              | 22. února 2001  |
| Nehezká děvečka byla zavražděna a znásilněna, když nesla oběd bláznivé Julče. Ta vraha zřejmě viděla, ale jediné, co říká, je „Ferda mravenec“. Pátrání nepřináší výsledek, dojde k dalšímu pokusu o znásilnění. Arazím jede do Prahy na školení pro velitele pátraček, ale má hlavu plnou úvah o Mravencovi. I přesto však absolvuje s vyznamenáním. Konečně na venkovském trhu četníci zahlédnou podezřelou postavu, než jej však stačí chytit, zmizí jim a stane se sám obětí úkladné vraždy. Arazím ještě řeší pro známou slečny Ludmily případ podivného těhotenství a i ten nakonec dovádí ke zdárnému výsledku. |           |                         |                  |                                                       |                 |
| 9 | 9         | Svatba                  | Antonín Moskalyk | námět: Michal Dlouhý scénář: Pavlína Moskalyková Solo | 1. března 2001  |
| Chystá se svatba psovoda Toníčka a kuchařky Andělky. V předvečer obřadu je však při zásahu proti ozbrojenému muži Toníček smrtelně zraněn. Dějová linka krádeží u vdov volně inspirována případem z roku 1928 kdy v obci Solec u Kněžmostu (okres Mladá Boleslav) došlo k vykradení vdovy Švarcové, kdy bylo odcizeno 8 pytlů osiva pšenice. I ve skutečnosti první indikaci o podezřelém udal pes Gróf se psovodem Lískovcem, ten označil místního kostelníka Beránka. Stejně jako v seriálu i ten si přivydělával jako dohazovač a u vdovy Švarcové byl, identický byl i modus operandi, kdy kostelník Beránek při dohazování tipoval vhodné oběti a vlastní krádeže realizoval jeho komplic Burda. K odhalení obou došlo po vzájemné veřejné opilecké hádce a rvačce obou kompliců v místním hostinci, kdy byl celé hádce přítomen strážmistr Fikara. V hádce se vzájemně stihli oba dva obviňovat z provedených krádeží. Dějová linka zastřelení Antonína Šebestíka volně inspirována případem z roku 1931 z obce Koterov (okres Plzeň) kdy byl zastřelen 26letý strážmistr Alois Tauber z četnické pátrací stanice v Plzni. Zastřelen byl 21letým Josefem Kondrem z Koterova. Kondr nebyl na rozdíl od seriálové verze někdejším četníkem. Četníky ovšem abnormálně nenáviděl pro své opletačky se zákonem způsobované jeho nezvladatelnou agresivitou a problémovým chováním(rvačky, pokus o znásilnění, těžké ublížení na zdraví). Tauber byl skutečně zastřelen při obléhání statku četníky. Stejně tak byl zastřelen i služební pes Arco. Kondr nedržel rodinu jako rukojmí a nebyl na útěku přes celou ČSR. Zabarikádoval se na rodném statku u svého otce a celou rodinu předtím poslal před statek. Mrtvý Tauber ležel na hnojišti kam po zásahu upadl šest hodin než bylo možno se k němu v obléhající situaci přiblížit. Kondr byl těžce postřelen a zemřel po několika hodinách od ukončení obléhání statku v Plzeňské nemocnici. Případ vyvolal ohlas i v tehdejší době. Pes Arco má dokonce dodnes pomník u policejního psince v Býchorech, přemístěný z někdejšího Ústavu pro chov a výcvik služebních psů četnictva v Pyšelích. |           |                         |                  |                                                       |                 |
| 10 | 10        | Repetent                | Antonín Moskalyk | námět: Michal Dlouhý scénář: Miloš Fedaš              | 8. března 2001  |
| Andělka se po smrti Toníčka zhroutí. Na pátračku přichází nový psovod Ryba a nový četník Zahálka. Objektem pátrání je neznámý vandal, který se vloupává do škol, kde ukradne nějakou maličkost a zanechává po sobě exkrementy v ředitelně. Zahálka při varování jednotlivých škol potkává štědrého invalidu Exnera, ze kterého se vyklubá podvodník. V bance mizí pokladní se sto tisíci korunami, ale netrvá dlouho, než četníci přijdou na to, že jde o podvod s Exnerem v jedné z hlavních rolí. Ryba čeká u vlaku na svou „slečnu“ a přichází při tom na stopu „zapáchateli“ ze škol. Ten se po dopadení ke všemu přizná, zatímco Exner spáchá v cele sebevraždu. Dějová linka vloupání do škol volně inspirována sérií vloupání z roku 1927, kdy se Josef Doležal (*11/03/1897 v Hlavečníku, okr. Nový Bydžov) z obce Olešnice vloupal do 43.školských zařízení po celých Čechách. Stejně jako v seriálu byl Doležal topičem na dráze, stejně tak zanechával i exkrementy ve školách na různých místech podle tehdejší zlodějské pověry. Z tohoto případu pochází i inspirace k pojmenování jedné z postav. Četník Ferdinand Zahálka sloužící v Nymburku, byl první kdo v případech sejmul otisky prstů a zasláním na rozpoznávací oddělení do Prahy tak umožnil propojení řetězce vloupání nejen na úrovní pátrací, ale důkazní - již před dopadením Doležala bylo pomocí otisků prstů spojeno 19 případů. Za celkový postup obdržel Zahálka pochvalné uznání od okresního velitele v Poděbradech. Doležal byl dopaden na Písecku. Stejně jako v seriálu uvedl, že k páchání trestné činnosti ve školách jej vedla msta za neustálé fyzické tresty pro jeho špatný prospěch jímž byl vystaven jedním ze svých učitelů. Svou trestnou činností se tak hodlal všem učitelům mstít. V seriálu byl vynechán fakt, že vyjma exkrementů zanechával ve vykradených školách i předměty z jiných předtím vykradených škol, což odůvodnil tím, že chtěl být nápomocen svému dopadení. |           |                         |                  |                                                       |                 |
| 11 | 11        | Lázeňské intermezzo     | Antonín Moskalyk | námět: Michal Dlouhý scénář: Petr Zikmund             | 15. března 2001 |
| Arazím jede se slečnou Ludmilou na dovolenou do lázní. Pátračka v jeho nepřítomnosti vyšetřuje neznámou mrtvolu na kolejích. Arazím však nemá klid ani na dovolené, nařízením shora je zapojen do pátrání po vrazích a lupičích, kteří přepadli doktora s ženou při návratu z večírku. Toto přepadení však má příliš mnoho náhodných prvků a Arazím brzy pojme podezření, z čehož nemá slečna Ludmila zrovna radost. Pátrání je úspěšné a po návratu se zjistí, že i sebevrah na kolejích zapadá do přísně tajného případu defraudanta z ministerstva. Takže se vlastně na pátračce zatím nic nestalo. Dějová linka přepadení lázeňského lékaře s chotí volně inspirována případem z roku 1931 z obce Planá (okres Mariánské lázně), kde došlo k přepadení místního lékaře Dr.Maiera. Při přepadení byla zastřelena jeho žena. Dle výpovědi Josefa Maiera byl při cestě z Mariánských lázní zastaven neznámým mužem v dlouhém kabátě, který jej upozornil na závadu jeho vlastním (doktorově) vozidle. Lékař měl vozidlo zastavit a zdvihnout kapotu, aby závadu prověřil, přičemž údajný útočník v tu chvíli měl vystřelit dvakrát na jeho ženu a jej následně udeřit do zátylku. Lékař se měl dát na útěk přičemž byl postřelen na levém stehně. Počínání jak Dr. Maiera i domnělého lupiče bylo identicky nelogické jako v seriálové verzi. Výpověď o lupiči postrádala na řadě míst elementární logiku, důkazní situace neodpovídala výpovědi (např. lékař postrádal zranění na zátylku). Na zastřelení Maierovy manželky bylo užito jeho legálně registrované zbraně (zbrojní pas k této zbrani si mimochodem vzal Maier na cestu a nalezl se ve vozidle). Maier měnil výpovědi, tvrdil, že šlo o nešťastnou náhodu, nebo, že jeho žena spáchala sebevraždu. Maier taktéž před činem snížil svou životní pojistku a významně navýšil životní pojistku své ženy (na 400 000 Kčs). Taktéž se před činem vychloubal, že dokáže svou manželku sprovodit ze světa jedem tak, aby to nikdo nepoznal. Na rozdíl od seriálu spáchal Dr.Maier zločin sám, bez milenky coby komplice a nenaplánoval odhalení pomocí cestujících autobusu na pravidelné lince. Motivem byla tíživá finanční situace Dr.Josefa Maiera. Ten byl 5.října 1931 odsouzen k trestu smrti |           |                         |                  |                                                       |                 |
| 12 | 12        | Černá ruka              | Antonín Moskalyk | námět: Michal Dlouhý scénář: Petr Zikmund             | 22. března 2001 |
| Dějová linka loupeže na nádraží je volně inspirována případem z roku 1927 z Hodonína, kde došlo k vyloupení pokladny nádražního poštovního úřadu. Zde se jedná o inspiraci velmi volnou. Stejně jako v seriálu byl zlodějem zaměstnanec poštovního úřadu se stejným Jménem Josef Komiš. Na rozdíl od seriálu se však nikdy nepokusil o tak fundovaný trik s přepočtem peněz a jejich záměnou za falzifikáty. Komiš vyloupil příruční pokladnu hned dvakrát za sebou, kdy poprvé odcizil 16 300 Kčs a poté 111 400 Kčs (tedy výsledná částka je nižší, než v seriálu). Komiš se snažil navést četníky na klamnou stopu zanecháním kapesníku s vyšitým písmenem "M", které mělo poukazovat na v tu dobu intenzivně hledaného legendárního moravského zločince Martine Leciána (v seriálové verzi je klamnou stopou otisk černé rukavice odkazující na anarchistické uskupení). Lecián byl důkazně vyloučen, neboť prokazatelně v identickou dobu se dopustil loupeže v Opavě. Komiš byl podezřelý velice záhy, neboť byl jediným, kdo byl účasten uzávěrky v obou případech, tedy znal velikost hotovosti. Vyjma jiného byl podezírán dlouhodobě předtím spoluzaměstnanci z drobných krádeží, ke kterým v minulosti docházelo. Komiš se přiznal po výslechu, peníze měl zakopány v rokli za městem. Komiš na rozdíl od seriálové verze neschoval peníze takto fundovaně, nebyl důchodového věku a neplánoval s ukradenými penězi opustit ČSR a nebyl v kontaktu se zahraničními padělateli peněz. |           |                         |                  |                                                       |                 |
| 13 | 13        | Narodil se Kristus Pán  | Antonín Moskalyk | námět: Michal Dlouhý scénář: Miloš Fedaš              | 29. března 2001 |

### Druhá řada (2003)
| Č. v seriálu | Č. v řadě | Název                    | Režie            | Scénář                   | Datum premiéry  |
| ------------ | --------- | ------------------------ | ---------------- | ------------------------ | --------------- |
| 14           | 1         | Klaudynka                | Antonín Moskalyk | Pavlína Moskalyková Solo | 3. dubna 2003   |
| 15           | 2         | Ohněstrůjce              | Antonín Moskalyk | Miloš Fedaš              | 10. dubna 2003  |
| 16           | 3         | Vdavky za všechny prachy | Antonín Moskalyk | Pavlína Moskalyková Solo | 17. dubna 2003  |
| 17           | 4         | Ochotníci                | Antonín Moskalyk | Miloš Fedaš              | 24. dubna 2003  |
| 18           | 5         | Čest rodu                | Antonín Moskalyk | Antonín Moskalyk         | 1. května 2003  |
| 19           | 6         | Návrat                   | Antonín Moskalyk | Antonín Moskalyk         | 8. května 2003  |
| 20           | 7         | Táta                     | Antonín Moskalyk | Pavlína Moskalyková Solo | 15. května 2003 |
| 21           | 8         | Doktor Smrt I            | Antonín Moskalyk | Pavlína Moskalyková Solo | 22. května 2003 |
| 22           | 9         | Doktor Smrt II           | Antonín Moskalyk | Pavlína Moskalyková Solo | 29. května 2003 |
| 23           | 10        | Bouřka                   | Antonín Moskalyk | Pavlína Moskalyková Solo | 5. června 2003  |
| 24           | 11        | Hypnotizér               | Antonín Moskalyk | Pavlína Moskalyková Solo | 12. června 2003 |
| 25           | 12        | Loupežník                | Antonín Moskalyk | Antonín Moskalyk         | 19. června 2003 |
| 26           | 13        | Slavnost                 | Antonín Moskalyk | Pavlína Moskalyková Solo | 26. června 2003 |

### Třetí řada (2007)
| Č. v seriálu | Č. v řadě | Název           | Režie                                       | Scénář                                 | Datum premiéry     |
| ------------ | --------- | --------------- | ------------------------------------------- | -------------------------------------- | ------------------ |
| 27           | 1         | Majlant         | Pavlína Moskalyková Solo                    | Pavlína Moskalyková Solo               | 31. srpna 2007     |
| 28           | 2         | Rýhonosec řepný | Antonín Moskalyk a Pavlína Moskalyková Solo | Josef Souchop                          | 7. září 2007       |
| 29           | 3         | Pamlsek         | Pavlína Moskalyková Solo                    | Pavlína Moskalyková Solo               | 14. září 2007      |
| 30           | 4         | Poklad          | Pavlína Moskalyková Solo a Antonín Moskalyk | Miloš Fedaš                            | 21. září 2007      |
| 31           | 5         | Dědic           | Antonín Moskalyk a Pavlína Moskalyková Solo | Antonín Moskalyk                       | 28. září 2007      |
| 32           | 6         | Havrani         | Pavlína Moskalyková Solo a Antonín Moskalyk | Pavlína Moskalyková Solo               | 5. října 2007      |
| 33           | 7         | Formule         | Antonín Moskalyk a Pavlína Moskalyková Solo | Miloš Fedaš                            | 12. října 2007     |
| 34           | 8         | Tizian          | Antonín Moskalyk a Pavlína Moskalyková Solo | Antonín Moskalyk                       | 19. října 2007     |
| 35           | 9         | Skokan          | Pavlína Moskalyková Solo                    | Miloš Fedaš                            | 26. října 2007     |
| 36           | 10        | Pojistka        | Antonín Moskalyk a Pavlína Moskalyková Solo | Miloš Fedaš                            | 2. listopadu 2007  |
| 37           | 11        | Klondajk        | Pavlína Moskalyková Solo                    | Miloš Fedaš                            | 9. listopadu 2007  |
| 38           | 12        | Poslední soud   | Pavlína Moskalyková Solo                    | Pavlína Moskalyková Solo               | 16. listopadu 2007 |
| 39           | 13        | Epilog          | Pavlína Moskalyková Solo                    | Pavlína Moskalyková Solo a Miloš Fedaš | 23. listopadu 2007 |